# Spermophora sangarawe
Spermophora sangarawe är en spindelart som beskrevs av Huber 2003. Spermophora sangarawe ingår i släktet Spermophora och familjen dallerspindlar.
Artens utbredningsområde är Tanzania. Inga underarter finns listade i Catalogue of Life.